# Горки Ратицкие
Го́рки Ратицкие — деревня в Волотовском муниципальном районе Новгородской области, входит в Ратицкое сельское поселение.
Деревня расположена в Приильменской низменности, на автодороге Р48 близ деревни Ратицы.
| 2010 | 2011 | 2012 | 2013 | 2014 | 2015 | 2016 |
| ---- | ---- | ---- | ---- | ---- | ---- | ---- |
| 145  | ↘142 | ↘140 | ↘139 | →139 | ↘134 | ↘131 |

## История
В Новгородской губернии деревня относилась к Ратицкой волости Старорусского уезда.
Ежегодный день деревни — посвящён Иконе Тихвинской Божьей Матери
До 12 апреля 2010 года деревня была административным центром упразднённого Ратицкого сельского поселения, затем входила в Горское сельское поселение. Законом Новгородской области от 3 марта 2016 года Горское сельское поселение было вновь переименовано в Ратицкое сельское поселение.

## Социально-значимые объекты
Сельский дом культуры и медицинский центр (фельдшерско-акушерский пункт).
В деревне также есть отделение связи и муниципальное общеобразовательное учреждение «Основная общеобразовательная школа д. Горки Ратицкие».

## Транспорт
Автодороги: Р48 — участок между деревней Выбити и посёлком Волот, дорога на станцию в Мяково.